# Television Personalities
I Television Personalities sono un gruppo musicale inglese. Il loro stile coniuga il post punk e la new wave con la psichedelia degli anni sessanta ed ha influenzato gruppi da generi diversi tra loro come The Jesus and Mary Chain, The Pastels o i Pavement.
Formati nel 1978 hanno subito vari cambiamenti in organico nel corso degli anni. L'unico membro stabile è il fondatore Dan Treacy.
Hanno pubblicato nel corso della loro carriera dodici album in studio oltre a sei dal vivo.

## Formazione

### Formazione attuale
- Dan Treacy
- Texas Bob Juarez
- Mike Stone
- Arnau Obiols

### Ex componenti
- 'Slaughter Joe' Foster
- Edward Ball
- John Bennett
- Gerard Bennett
- Mark 'Empire' Sheppard
- Bernard Fox
- Dave Musker
- Mark Flunder (The McTells)
- Jeffrey Bloom
- Jowe Head (Swell Maps)
- Victoria Yeulet
- Mathew Sawyer
- Graeme Wilson

## Discografia

### Album in studio
- ...And Don't The Kids Just Love It (1981, Rough Trade)
- Mummy Your Not Watching Me (1982, Whaam! Records)
- They Could Have Been Bigger Than the Beatles (1982, Whaam! Records)
- The Painted Word (1984, Illuminated Records)
- Privilege (1989, Fire Records)
- Closer to God (1992, Fire Records)
- I Was a Mod Before You Was a Mod (1995, Overground Records)
- Don't Cry Baby, It's Only a Movie (1998, Damaged Goods Records)
- My Dark Places (2006, Domino)
- Are We Nearly There Yet? (2007, Overground Records)
- A Memory Is Better Than Nothing (2010, Rocket Girl)

### Album dal vivo
- Chocolat-Art (A Tribute to James Last) (1985, Pastell - live in Germany 1984)
- Camping in France (1991, Overground)
- Top Gear (1996, Overground)
- Made In Japan (1996, Little Teddy Recordings)
- Mod Is Dead (1996, Teenage Kicks)
- Paisley Shirts & Mini Skirts (1997, Overground)

### EP
- Where's Bill Grundy Now? (1978, King's Road)
- The Strangely Beautiful (1991, Fire)
- How I Learned To Love The Bomb (1994, Overground)

### Raccolte
- Yes Darling, but is it Art? (Early Singles & Rarities) (1995, Fire)
- Prime Time 1981-1992 (1997, Nectar Masters)
- Part Time Punks – The Very Best of the Television Personalities (1999, Cherry Red)
- The Boy Who Couldn't Stop Dreaming (2000, Vinyl Japan)
- Fashion Conscious (The Little Teddy Years) (2002, Little Teddy Recordings)
- And They All Lived Happily Ever After (2005, Damaged Goods)
- Singles 1978-1987 (2007, Vinyl Japan)